# Quettreville-sur-Sienne
Quettreville-sur-Sienne település Franciaországban, Manche megyében. Lakosainak száma 1487 fő (2018. január 1.). Quettreville-sur-Sienne Annoville, Lingreville, Muneville-sur-Mer, Cérences, Trelly, Contrières, Orval-sur-Sienne, Hérenguerville, Montmartin-sur-Mer és Hyenville községekkel határos.

## Népesség
A település népességének változása:
| Lakosok száma | 1470 | 1478 | 1860 | 1485 | 1487 |
|               | 2013 | 2015 | 2016 | 2017 | 2018 |